# 質屋蔵
『質屋蔵』または『質屋庫』（しちやぐら）は、古典落語の演目。江戸落語・上方落語の両方で演じられ、上方では「ひちやぐら」の読みが使われる。
質屋の蔵に妖怪が出るというので、番頭が用心棒をお供につけて夜に確認に行くと、実は掛軸に描かれた菅原道真がその正体だったという内容。
菅原道真が藤原時平の讒言によって大宰府へ左遷された故事と、「質流れ」をかけたものが落ち（サゲ）となっている。道真左遷と流質をかけた話は江戸時代に頻出したとされ、当演目の原話と目されるのは安永2年（1773年）の『近目貫（きんめぬき）』に掲載された「天神」（家財を質入れして吉原通いをしていた男が、ついに最後まで取っておいた狩野探幽作の道真の掛軸を質入れしようと画像の道真に「しばらく質屋の蔵へ」と話しかけると像は落涙して「また流されるであろう」と返答する内容）。前田勇は、質物の精が蔵で身の上を話すという趣向が曲亭馬琴の『昔語質屋庫（むかしがたりしちやぐら）』（文化7年・1810年）に見えるとする。
桂松光の演目帳『風流昔噺』（万延2年・1861年）には「天神様質屋行 但シ、又流されよと思落」「質蔵ばけ物ばなし 但シ、天神様哥落」という記述があり、前田勇は「現行のは二つをあわせたものか」、武藤禎夫は「すでに変わったサゲもつくられていたとみえる」、という解釈を示している。

## あらすじ
ある質屋の蔵に毎夜化物が出るという噂が立つ。質物を取り返せなかった借主の恨みが積もって化物になったのではと考えた店主は、番頭に誰か助っ人を呼んでもいいから、夜中に蔵を探ってくれと頼む。番頭は剛勇で鳴らす熊五郎という男を従えて夜に蔵に入ったものの、肝心の熊五郎は相手が化物と聞いて浮き足立つ始末。それでも二人で見張っていると丑三つ時になって奥の方が光り、近寄ってみると菅原道真を描いた掛軸がひとりでに開き、道真像が「早う藤原かたへ利上げをせよと申し伝えよ。また流されそうだ」と口にした。

## バリエーション
道真像の掛け軸が開く前に、ほかの質物から化物が出てくるという演じ方がある。また道真像が利上げを望む相手を「質置主」とする場合もある。